# Marcin Mamoń
Marcin Jan Mamoń (ur. 10 października 1968 w Krakowie) – polski reżyser dokumentalista i dziennikarz, b.dyplomata, działacz opozycji antykomunistycznej.

## Życiorys
Jest synem Bronisława Mamonia.
Jest absolwentem historii Uniwersytetu Jagiellońskiego. Studiował na Wydziale Operatorskim i Realizacji Telewizyjnej w PWSTiF w Łodzi (1997). Ukończył Dokumentalny Kurs Mistrzowski Andrzeja Fidyka (1997).  
Pomysłodawca i założyciel Duszpasterstwa Szkół Średnich „Przystań” O.O. Dominikanów w Krakowie (1985) W latach 1986–1989 działacz organizacji antykomunistycznych: Ruchu Wolność i Pokój, Federacji Młodzieży Walczącej i Niezależnego Zrzeszenia Studentów. Wielokrotnie zatrzymywany i skazywany przez Kolegia d.s Wykroczeń. Organizator i  uczestnik demonstracji i pikiet przeciwko stacjonowaniu wojsk sowieckich w Polsce w ramach Ruchu Wolność i Pokój (1989). Pisał też artykuły i zajmował się drukowaniem i kolportażem pism podziemnych. Współzałożyciel Ruchu Stu (1995). W latach 1995–1997 organizator i działacz Ligi Republikańskiej.  
Dziennikarz gazety codziennej „Czas Krakowski” (1990–1992). Reporter TVP Kraków (1994–1996). W latach 2006–2008 kierownik redakcji publicystyki w TVP2. 
Marcin Mamoń jest freelancerem – reżyserem niezależnym, autorem filmów dokumentalnych, producentem. Pracuje w krajach ogarniętych konfliktami zbrojnymi, m.in. w Syrii, Iraku, Ukrainie, Czeczenii, na Kaukazie, w Afganistanie, Pakistanie, Somalii, Strefie Gazy, Kongo (DRC) itd. Należy do organizacji Reporters Without Borders oraz Frontline Freelance Register
Współpracował m.in. z TVN, TVP, BBC, Channel 4, VPRO (Holandia), WDR, The Intercept (USA). Publikował m.in. w Rzeczpospolita, tygodnikach „Uważam Rze”, „W sieci”, „Do Rzeczy”, „Foreign Policy”. 
Autor książki Wojna braci. Bojownicy, dżihadyści, kidnaperzy. 
W sierpniu 2018 został korespondentem nowo otwartej placówki Telewizji Polskiej w Tbilisi. 
W 2020 roku objął stanowisko zastępcy ambasadora RP w Gruzji w randze I sekretarza.  
Od czerwca 2021 r. zastępca Redaktora Naczelnego Dziennika Polskiego i Gazety Krakowskiej, felietonista DP
W 2005 aresztowany w Rosji – na Kaukazie. W 2013 był przetrzymywany w Egipcie. W 2015 porwany wraz z operatorem Tomaszem Głowackim na terenie Syrii przez Dżabhat an-Nusra (Syryjska al-Kaida). Mężczyźni zostali uwolnieni 25 grudnia tr.

## Filmografia (wybór)
- 2015: Bruder des jihad - reżyseria
- 2012:  Wojna - reżyseria
- 2012: Trumny smoleńskie - reżyseria
- 2011: Grand Hotel - reżyseria
- 2011: Drugi marsz - reżyseria
- 2011: Katyń na bazarze - reżyseria
- 2010: Dług - reżyseria
- 2010: Ósma brama - reżyseria
- 2009: Mężczyzna po 40. woli być przemytnikiem - reżyseria
- 2006-2008: Korespondent (serial dokumentalny; 27 odc.) - reżyseria
- 2006: Dżihad (serial dokumentalny; 3 odc.) - reżyseria
- 2005: Chechnya: The Dirty War - reżyseria
- 2005: The Smell of Paradise - reżyseria
- 2003: Gra w Irak - reżyseria
- 2003: Tadżykistan - wesele w Kołchozie Komunizm - reżyseria, scenariusz
- 2003: Kirgistan - Gorbaczow w Szwajcarii - reżyseria, scenariusz
- 2003: Sen - reżyseria
- 2002: Azerbejdżan - urodziny prezydenta - reżyseria, scenariusz
- 2002: Gruzja - zabić prezydenta - reżyseria, scenariusz
- 2002 : Barbarzyńcy - reżyseria
- 2001: Cena prawdy - reżyseria
- 1999: The Making a New Empire - associate producer
- 1998: Prawdziwy Ojciec Chrzestny - reżyseria
- 1996: ...albo śmierć - reżyseria
- 1995: Allah Akbar – znaczy Bóg jest wielki

## Nagrody
- 1995 – Nagroda Specjalna na Festiwalu Mediów "Człowiek w zagrożeniu" w Łodzi[20]
- 1996 – Festiwal Mediów w Łodzi "Człowiek w Zagrożeniu" w Łodzi (wyróżnienie)
- 2001 – Grand Prix Korzenie na Międzynarodowym Festiwalu Telewizyjnym Filmów i Programów Etnicznych U Siebie – At Home
- 2002 – Nagroda Stowarzyszenia Dziennikarzy Polskich im.Kazimierza Dziewanowskiego[21]
- 2007 – Festiwal w Monte Carlo (wyróżnienie)
- 2010 – Grand Prix na Festiwalu Filmów Dokumentalnych HumanDOC Globalny Rozwój w Kinie
- 2010 – Złoty Krzyż Zasługi[22]
- 2013 – Dziennikarz Roku Małopolski[23]
- 2017 - Odznaka honorowa „Działacza opozycji antykomunistycznej lub osoby represjonowanej z powodów politycznych”
- 2018 - Krzyż Wolności i Solidarności[24]
- 2019 - Medal Stulecia Odzyskanej Niepodległości
- 2020 - Krzyż Komandorski Orderu Odrodzenia Polski[25]